# Stazione meteorologica di Trieste Porto
La stazione meteorologica di Trieste Porto è una stazione meteorologica collocata presso l'Istituto Tecnico Nautico Tomaso di Savoia a Trieste (ITN) in piazza Attilio Hortis 1 (nel Borgo Giuseppino, ottenuto con l'interramento del mare nel secolo XVIII). La rilevazione dei dati avviene con la strumentazione posta su un traliccio sul tetto dell'edificio: il barometro a 28 m di quota dal suolo, il termometro a 33,3 m, l'anemometro a 37,8 e infine l'anemografo a 38,1 metri di quota dal suolo. Le registrazioni pertanto non rispettano lo standard della WMO che prevede tra l'altro la misurazione della temperatura a 1,25/2 metri dal suolo e del vento a 10 metri esatti dal suolo.

## Coordinate geografiche
La stazione meteorologica si trova nell'area climatica dell'Italia nord-orientale, nel Friuli-Venezia Giulia, nel comune di Trieste, presso l'area portuale, alle coordinate geografiche 45°39′N 13°45′E.

## Dati climatologici
In base alla vecchia media trentennale di riferimento risalente secolo scorso (1961-1990) presso questa stazione la temperatura media del mese più freddo, gennaio, si attestava allora attorno ai +5,0 °C, mentre quella del mese più caldo, luglio, era di circa 23 °C - 24 °C; mediamente si contavano solo 12 giorni di gelo all'anno, grazie allo scarso irraggiamento. Quali medie climatiche trentennali molto più recenti (1991 - 2020) sono attualmente peraltro a disposizione i dati ufficiali del trentennio 1991-2020 rilevati dalla vicina stazione a norma WMO di Trieste gestita dall'Osmer, secondo i quali la media di gennaio attualmente è di +7,5° ( media minime di gennaio +4,3°) mentre quella del mese più caldo, agosto, è di +25,4° (media massime di agosto +29,1°) mentre la media annua trentennale è attualmente di +15,6°. I giorni all'anno con minima inferiore allo zero nel corso del trentennio sono stati in media meno di 10, ridottisi nell'ultimo decennio (2013/2023) secondo i dati Osmer, a solamente 3 o 4 annuali.
La piovosità annuale secondo la nuova media trentennale 1991- 2020 è di 976 mm. distribuiti in 89 giornate con almeno 1 mm. di precipitazione. Il massimo annuale di precipitazione sempre secondo la media trentennale Osmer si registra in ottobre e in novembre, entrambi con 118 mm. mentre il minimo è in marzo, con 59 mm. mensili, mentre luglio ha registrato in media 61 mm.
Di seguito sono riportate le vecchie medie climatiche della stazione meteorologica dell'Istituto nautico.
| Trieste Porto                      | Mesi  | Mesi  | Mesi  | Mesi  | Mesi  | Mesi  | Mesi  | Mesi  | Mesi  | Mesi  | Mesi  | Mesi  | Stagioni | Stagioni | Stagioni | Stagioni | Anno    |
| Trieste Porto                      | Gen   | Feb   | Mar   | Apr   | Mag   | Giu   | Lug   | Ago   | Set   | Ott   | Nov   | Dic   | Inv      | Pri      | Est      | Aut      | Anno    |
| ---------------------------------- | ----- | ----- | ----- | ----- | ----- | ----- | ----- | ----- | ----- | ----- | ----- | ----- | -------- | -------- | -------- | -------- | ------- |
| T. max. media (°C)                 | 7,3   | 8,5   | 12,1  | 16,8  | 21,8  | 25,4  | 28,3  | 27,8  | 23,8  | 18,1  | 12,6  | 8,8   | 8,2      | 16,9     | 27,2     | 18,2     | 17,6    |
| T. min. media (°C)                 | 3,3   | 3,8   | 6,3   | 10,0  | 14,1  | 17,7  | 20,1  | 19,9  | 16,9  | 12,6  | 8,1   | 4,7   | 3,9      | 10,1     | 19,2     | 12,5     | 11,5    |
| Precipitazioni (mm)                | 66    | 65    | 71    | 80    | 81,0  | 97,0  | 71,0  | 92,0  | 103,0 | 102,0 | 104,0 | 89,0  | 220,0    | 232,0    | 260,0    | 309,0    | 1 021,0 |
| Giorni di pioggia                  | 7     | 7     | 8     | 8     | 9     | 9     | 7     | 7     | 7     | 9     | 9     | 9     | 23       | 25       | 23       | 25       | 96      |
| Umidità relativa media (%)         | 67    | 65    | 61    | 63    | 64    | 66    | 63    | 63    | 67    | 69    | 65    | 67    | 66,3     | 62,7     | 64       | 67       | 65      |
| Eliofania assoluta (ore al giorno) | 3,1   | 4,4   | 4,9   | 5,8   | 7,3   | 7,7   | 9,4   | 9,0   | 6,9   | 5,0   | 3,2   | 2,9   | 3,5      | 6,0      | 8,7      | 5,0      | 5,8     |
| Vento (direzione-m/s)              | E 5,0 | E 4,7 | E 4,6 | E 4,1 | E 3,7 | E 3,5 | E 3,7 | E 3,7 | E 3,8 | E 4,4 | E 4,5 | E 4,8 | 4,8      | 4,1      | 3,6      | 4,2      | 4,2     |